# Zielenica (Malechowo)
Zielenica (deutscher Name Söllnitz) ist ein Dorf in der polnischen Woiwodschaft Westpommern. Es gehört zur Landgemeinde Malechowo (Malchow) im Kreis Sławno (Schlawe).

## Geographische Lage
Zielenica liegt 13 Kilometer südwestlich der Kreisstadt Sławno an einer Verbindungsstraße, die von Lejkowo (Leikow) nach Nowy Żytnik (Neue Mühle) an der Woiwodschaftsstraße 205 (Darłowo (Rügenwalde) – Sławno – Bobolice (Bublitz)) führt. Leikow war vor 1945 auch die Bahnstation an der Kleinbahnstrecke Schlawe–Pollnow–Sydow der Schlawer Bahnen.
Die Nachbargemeinden sind: im Norden Podgórki (Deutsch Puddiger), im Osten Drzeńsko (Drenzig), im Süden Bożenice (Bosens) und im Westen Lejkowo.
Zielenica liegt am Osthang des früher Auf dem Dars genannten Grundmoränen-Höhenzuges auf einer Höhe von etwa 22 Meter über NN. Die höchste Erhebung südlich des Dorfes beträgt 67 Meter.

## Ortsname
Frühere Namen des Dorfes sind Sellnitz und Selnitz. Über die Herkunft ist nichts bekannt. Der polnische Name Zielenica kommt als Dorfbezeichnung noch einmal in der Woiwodschaft Ermland-Masuren vor.

## Geschichte

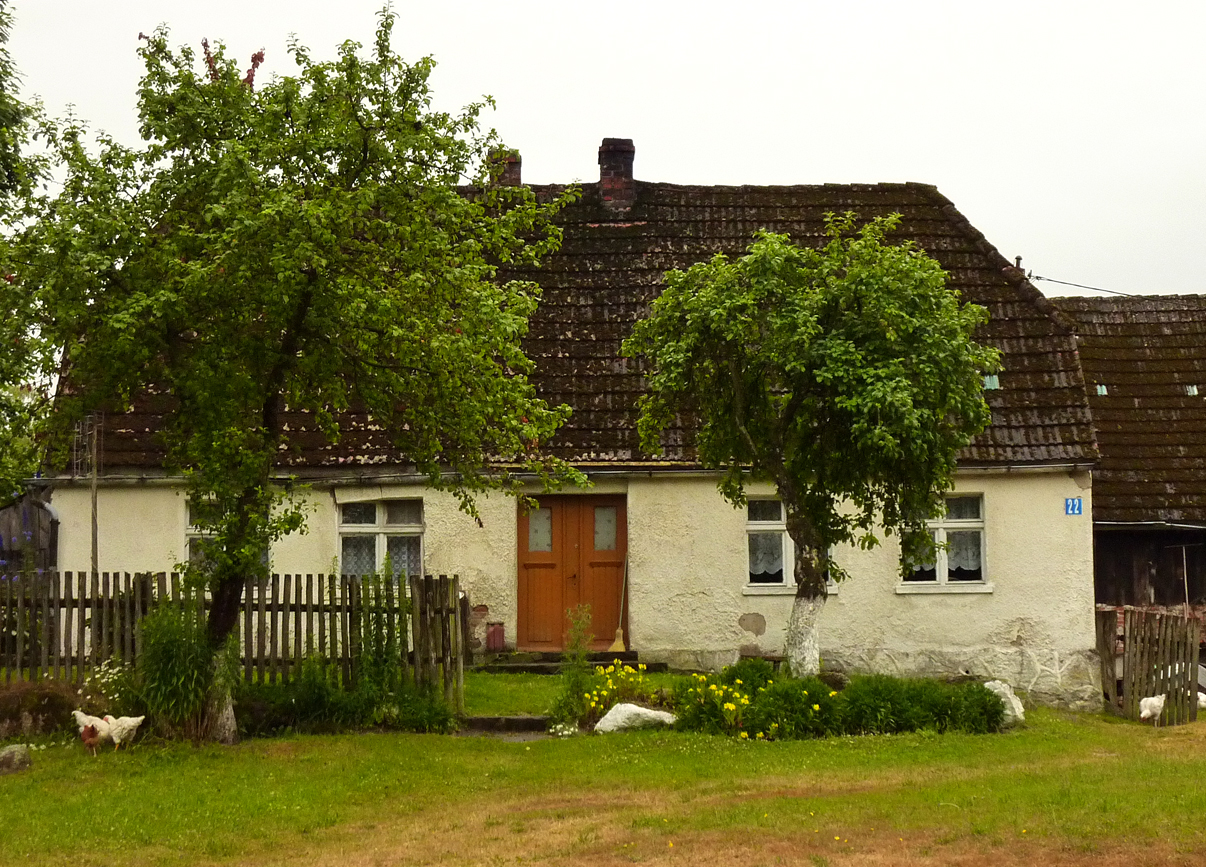
Ehemaliges deutsches Gutshaus in Söllnitz 2010

Die historischen Nachrichten über das in Nord-Süd-Richtung angelegte Straßendorf sind knapp. Um 1300 soll es ein fürstliches Dominium gewesen sein. Damals war es Teil des Lehens Nemitz (heute polnisch: Niemica) und im Besitz der Familie von Ramel. 1620 kauft Joachim von Podewils zwei Bauern von Söllnitz. Anfang des 18. Jahrhunderts ist der Ort im Besitz derer von Kleist, bis 1712 Georg Kaspar von Kleist Söllnitz an Ernst Bogislav von Podewils verkauft.
Söllnitz hatte 1784 bei sechs Bauern zehn Feuerstellen. 1818 lebten hier 69 Menschen, 1885 waren es bereits 309, und 1939 betrug ihre Zahl 222.
Söllnitz mit dem zugehörigen Ortsteil Bornsprang (heute polnisch: Potók) gehörte vor 1945 zum Amtsbezirk Krangen (Krąg), zum Standesamtsbereich Soltikow (Sulechowo) und zum Amtsgericht Schlawe. Das Dorf lag im Landkreis Schlawe i. Pom. im Regierungsbezirk Köslin der preußischen Provinz Pommern.
Anfang März 1945 drangen Rote-Armee-Truppen in das Söllnitzer Gebiet ein. Wenige Monate später stand der Ort unter polnischer Hoheit und wurde als Zielenica Teil der Gmina Malechowo im Powiat Sławieński der Woiwodschaft Westpommern (bis 1998 Woiwodschaft Köslin).

## Kirche
Vor 1945 waren die Söllnitzer fast ausnahmslos evangelischer Konfession. Das Dorf hatte keine eigene Kirche, sondern war der Kirchengemeinde Klein Soltikow (Sulechówko) angegliedert, die wiederum ein Teil des Kirchspiels Nemitz (Niemica) war. Es gehörte zum Kirchenkreis Rügenwalde der Evangelischen Kirche der Altpreußischen Union.
Die Kirchengemeinde Klein Soltikow zählte 1940 über 1400 Gemeindeglieder und machte so 2/3 des Kirchspiels Nemitz aus. Letzter deutscher Geistlicher war Pfarrer Martin Voßberg.
Seit 1945 sind die Einwohner von Zielenica überwiegend römisch-katholischer Konfession. Auch heute noch ist Sulechówko kirchliches Zentrum des Ortes, jetzt sogar zu einer eigenen Parochie erhoben, zu der 2530 Gemeindeglieder gehören und der die Filialgemeinden Niemica (Nemitz) und Sierakowo Sławieńskie (Zirchow) zugeordnet sind. Das jetzige Kirchspiel Sulechówko gehört zum Dekanat Sławno im Bistum Köslin-Kolberg der Katholischen Kirche in Polen.
Die wenigen evangelischen Einwohner gehören zum Kirchspiel Koszalin (Köslin) in der Diözese Pommern-Großpolen der Evangelisch-Augsburgischen Kirche in Polen.